# Molkenpulver
Molkenpulver (alternative Schreibweise: Molkepulver) oder Trockenmolke ist getrocknete Molke. Es handelt sich um ein Nebenprodukt der Käseherstellung, das je nach Herstellungsprozess als Süßmolke oder Sauermolke anfällt. Molkenpulver besteht zu 76 % aus Lactose (Milchzucker) und zu 13 % aus Proteinen. Als preiswerter Lieferant von tierischen Proteinen wird es gerne in der industriellen Lebensmittelproduktion eingesetzt, so auch zur Herstellung von scheinbar pflanzlichen Nahrungsmitteln wie z. B. Margarine. Darüber hinaus wird Molkenpulver wegen der genannten Eigenschaften als Futter in der Schweinemast und als Bestandteil von Milchaustauschern in der Kälberaufzucht verwendet.
Nach der Nuklearkatastrophe von Tschernobyl 1986 beschäftigten 242 Bundesbahnwaggons mit dem verstrahlten Futtermittel aus Molke noch lange Zeit die bundesdeutsche Öffentlichkeit.